# Henschel Typ Preußen
Die normalspurigen Tenderlokomotiven der Bauart Henschel Typ Preußen waren von der Firma Henschel in Kassel hergestellte Industrielokomotiven der Bauart C n2t. Über die Stückzahl der hergestellten Exemplare gibt es keine gesicherten Angaben.
Eine erhalten gebliebene Lokomotive war bei verschiedenen Betrieben in der DDR eingesetzt und wurde Anfang der 1990er Jahre an die Historisch-Technische Vereinigung Görlitzer Kreisbahn übergeben. Seit 2002 ist sie beim Verein zur Förderung der Dessau-Wörlitzer Museumsbahn und soll dort wieder aufgearbeitet werden.

## Geschichte
Die Bauserie Henschel Typ Preußen stammt aus dem 1. Vorkriegsprogramm von Henschel-Lokomotiven. Der Beschaffungszeitraum und die gefertigte Stückzahl der Lokomotiven sind nicht vollständig geklärt. Daten sind von den beiden Lokomotiven mit den Fabriknummern 19763 und 21211 vorhanden, dazu wurden weitere Lokomotiven für Privatbahnen und Industriebetriebe gebaut.
Die Lokomotiven des Typs Preußen sollen auf deutschen Werksbahnen weit verbreitet gewesen sein.

### Erhaltene Lokomotive
Die Lokomotive mit der Fabriknummer 19763 wurde 1923 hergestellt. 1927 wurde die Lok an eine Brikettfabrik in Welzow verkauft und verkehrte dort bis Mitte der 1970er Jahre. 1976 wurde sie an die Dresdner Verkehrsbetriebe verkauft und mit der Bezeichnung 5 bei der ehemaligen Industriebahn im Industriegelände (Dresden) eingesetzt. 1977 wurde die Lokomotive bei der Fahrzeugausstellung des MOROP-Kongresses im Bahnhof Radebeul Ost ausgestellt. 1985 wurde sie Werklok im Ausbesserungswerk Görlitz. Nach der Schließung des Werkes wurde sie von der Historisch-Technischen Vereinigung Görlitzer Kreisbahn übernommen und befindet sich seit 2002 beim Verein zur Förderung der Dessau-Wörlitzer Museumsbahn.

### Dessau-Wörlitzer Eisenbahn
Die 1918 hergestellten Lokomotiven 5 und 6 der Dessau-Wörlitzer Eisenbahn mit den Fabriknummern 16655 und 17353 werden ebenfalls dem Typ Preußen zugeschrieben. Sie haben jedoch Abweichungen bei den technischen Daten gegenüber dem Sonderkatalog-Henschel Bau-, Feldbahn-, Kleinbahn- und Industrielokomotiven. Nach Quelle ist der Treibraddurchmesser mit 1.200 mm angegeben, der Kesseldruck mit 14 bar, die Heizfläche lediglich mit 67,4 m² und die Rostfläche mit 1,52 m².
Sie trugen nach dem Zweiten Weltkrieg bei der Deutschen Reichsbahn die Betriebsnummern 89 6477 und 89 6478. Sie waren bis Ende 1950 in Dessau beheimatet, später im Bahnbetriebswerk Leipzig. 1964 wurden sie abgestellt und verschrottet.

### Salzgitter Verkehrsbetriebe
1940 wurde die Lokomotive mit der Fabriknummer 25699 an die Salzgitter Verkehrsbetriebe geliefert. Sie besitzt die technischen Daten des Sonderkataloges-Henschel Bau-, Feldbahn-, Kleinbahn- und Industrielokomotiven. Gegenüber den Maschinen aus den 1920er Jahren war sie modernisiert, was Sicherheitsventil oder Führerstand betraf.
Die Lokomotive trug bei den Salzgitter Verkehrsbetrieben die Nummer 67. Bei der Werksbahn soll es mit den Nummern 68–76 fast gleiche Lokomotiven mit geringen Abweichungen gegeben haben, die dem Typ Preußen zugeordnet waren, die Lokomotiven wurden von Henschel 1940 geliefert. Der Unterschied war lediglich der hinter dem Führerstand angeordnete Kohlenkasten. Die Fabriknummern dieser Lokomotiven sind nicht bekannt. Alle Lokomotiven bei den Salzgitter Verkehrsbetrieben wurden bis Mitte der 1960er ausgemustert und verschrottet.

## Konstruktion
Ein einfacher Plattenrahmen mit einer Blechstärke von 20 mm trägt das dreiachsige Triebwerk mit Heusinger-Steuerung und geschwungener Schleife sowie den Zylindern. Die Steuerung wurde bis 1923 mit Flachschiebern, bei der Lokomotive für die Salzgitter Verkehrsbetriebe mit Kolbenschiebern realisiert. Der Rahmen ist vorn und hinten mit einer Zug- und Stoßeinrichtung versehen. Neben der Druckluftbremse ist eine Handbremse vorhanden. Diese wirken von vorn auf alle drei Achsen.
Der Nassdampf-Kessel trägt einen Dampf- sowie einen Sanddom und ist mit Sicherheitsventilen der Bauart Pop ausgerüstet. Der Kessel trug ein Schnellschluss-Abschlammventil sowie Ventilregler, Dampfläutewerk der Bauart Latowski und eine Ölvorrichtung zum gleichmäßigen Schmieren von Kolben sowie Schiebern. Der Wasservorrat war zum Teil im zwischen dem Rahmen integrierten Wasserkasten oder im seitlichen Kasten untergebracht. Der Einfüllstutzen befand sich am seitlichen Kasten. Das Fassungsvermögen betrug 5 m². Im linken seitlichen Kasten wurden die Kohlen gelagert, die vom Führerhaus aus entnommen werden konnten. Die Beleuchtung der Lokomotive erfolgte elektrisch mit Turbogenerator.